# Holcocephala inornata
Holcocephala inornata là một loài ruồi trong họ Asilidae. Holcocephala inornata được Rondani miêu tả năm 1848. Loài này phân bố ở vùng Tân nhiệt đới.